# Eugymnanthea psammobionta
Eugymnanthea psammobionta is een hydroïdpoliep uit de familie Eirenidae. De poliep komt uit het geslacht Eugymnanthea. Eugymnanthea psammobionta werd in 1973 voor het eerst wetenschappelijk beschreven door Salvini-Plawen & Chandrasekhara Rao. 